# Tresviso
Tresviso est une ville espagnole située dans la communauté autonome de Cantabrie.